# Gastronomía de Coahuila

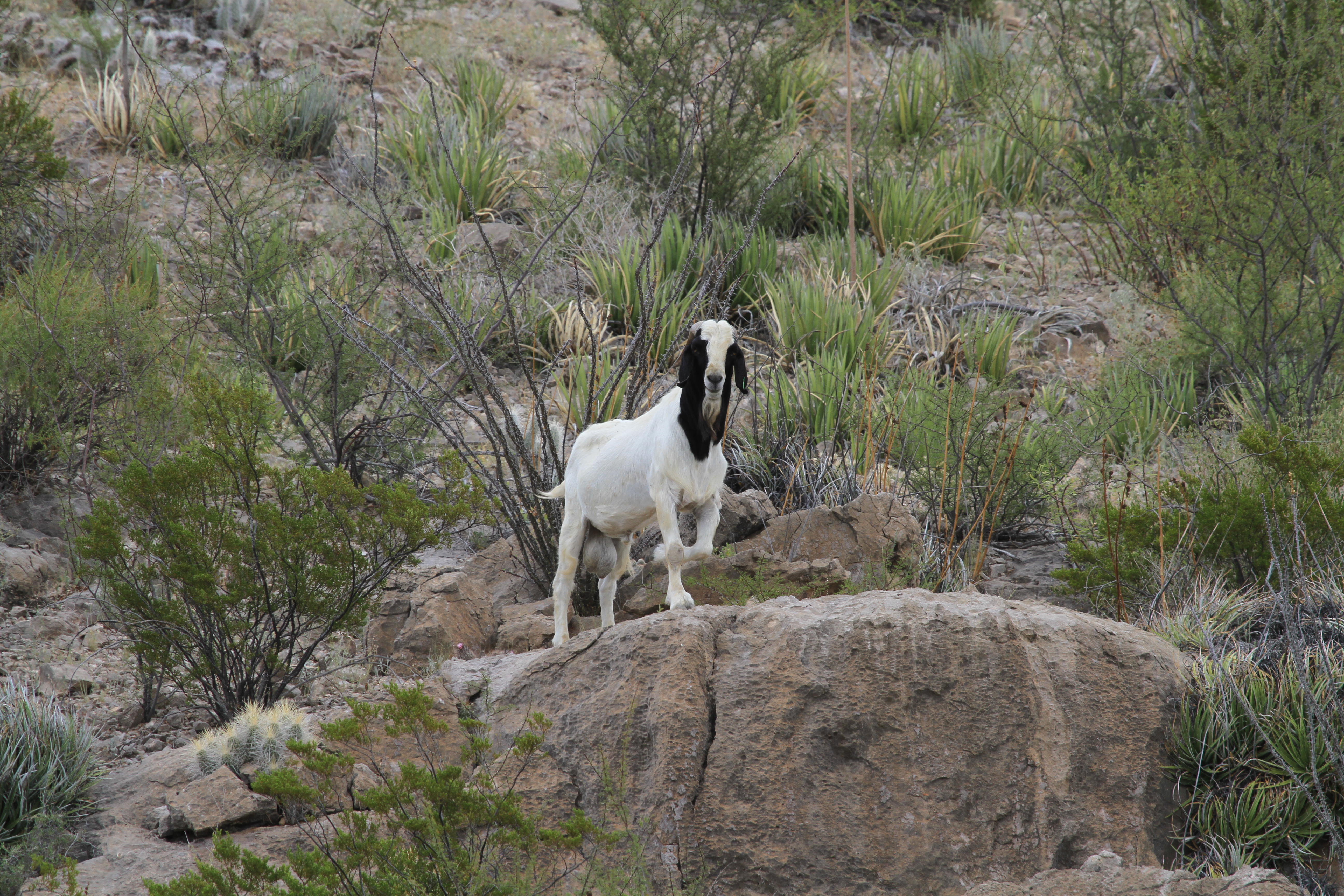
Chivo al norte de la Comarca Lagunera (2010). La carne de chivo es muy apreciada en Coahuila.

La gastronomía coahuilense son los alimentos, técnica culinarias y platos típicos del estado de Coahuila, en Aridoamérica y en el Noreste de México. 
Como en todo el país, los ingredientes esenciales de su dieta son el maíz, el chile y el frijol. Coahuila también es famoso por sus carnes frescas: cabrito, carnero y ternera. Algunos platos típicos de Coahuila son el asado de puerco, la fritada norteña, la machaca, el cabrito salteado o al pastor, los burritos o los tamales «de dedo». En Coahuila, concretamente en Piedras Negras, nacieron los famosos nachos. En cuanto a chiles, se utilizan mucho el guajillo, el pasilla y cascabel.
Coahuila también tiene mucha tradición vinícola, produciendo vino, brandy y otros aguardientes ya desde el siglo XVI.

## Productos
Coahuila es un estado desértico, por lo que la superficie apta para la agricultura se reduce al 4.97% (~753.000 ha) de su territorio. Sin embargo el área agrícola coahuilense consta de ~300.000 ha, de las cuales casi la mitad son cultivos de temporal (44%) y lo demás, cultivos de riego (56%). 
- Tortillas de harina de trigo, típicas de todo el norte de México.
- Carnes: la gastronomía coahuilense es ideal para los paladares más carnívoros.
  - El sector bovino es el más numeroso, y se encuentran razas Charolais, Beefmaster, Hereford, Brahamn y Braford. Un producto apreciado es el becerro, la cría lactante de la vaca.
    - La leche de vaca, pues Coahuila produce un 11.6% del total nacional, gracias a la explotación intensiva.
    - Queso asadero, un tipo de queso fresco elástico como el queso Oaxaca.
    - Quesos de frutas y frutos, como de higo, de piñón, de uva o de nuez, artesanales de Arteaga.

  - El sector caprino, también tiene especial importancia. Algunas razas son la cabra alpina, la Nubia, Saanen y Criolla. Un producto estrella coahuilense es el cabrito, cría lactante de cabra
    - La leche de cabra, cuya producción coahuilense representa un 35.7% del total nacional.

  - Otras carnes también con mucha presencia son la avícola (guajolote, codorniz, pato...) y la porcina.
- Producción frutal del Sureste, entre las que destacan las manzanas de Arteaga, los higos, duraznos, ciruelas, chabacanos, uvas y melones.
- Sorgo forrajero
- Nuez
- Quesos de frutas y frutos de Arteaga

Todos los datos mostrados en esta sección están recogidos en el Programa Estatal de Desarrollo Rural 2011–2017 del Gobierno de Coahuila. Coahuila fue un importante productor de trigo, aunque su siembra prácticamente ha desaparecido hoy día.

## Antojitos y platillos

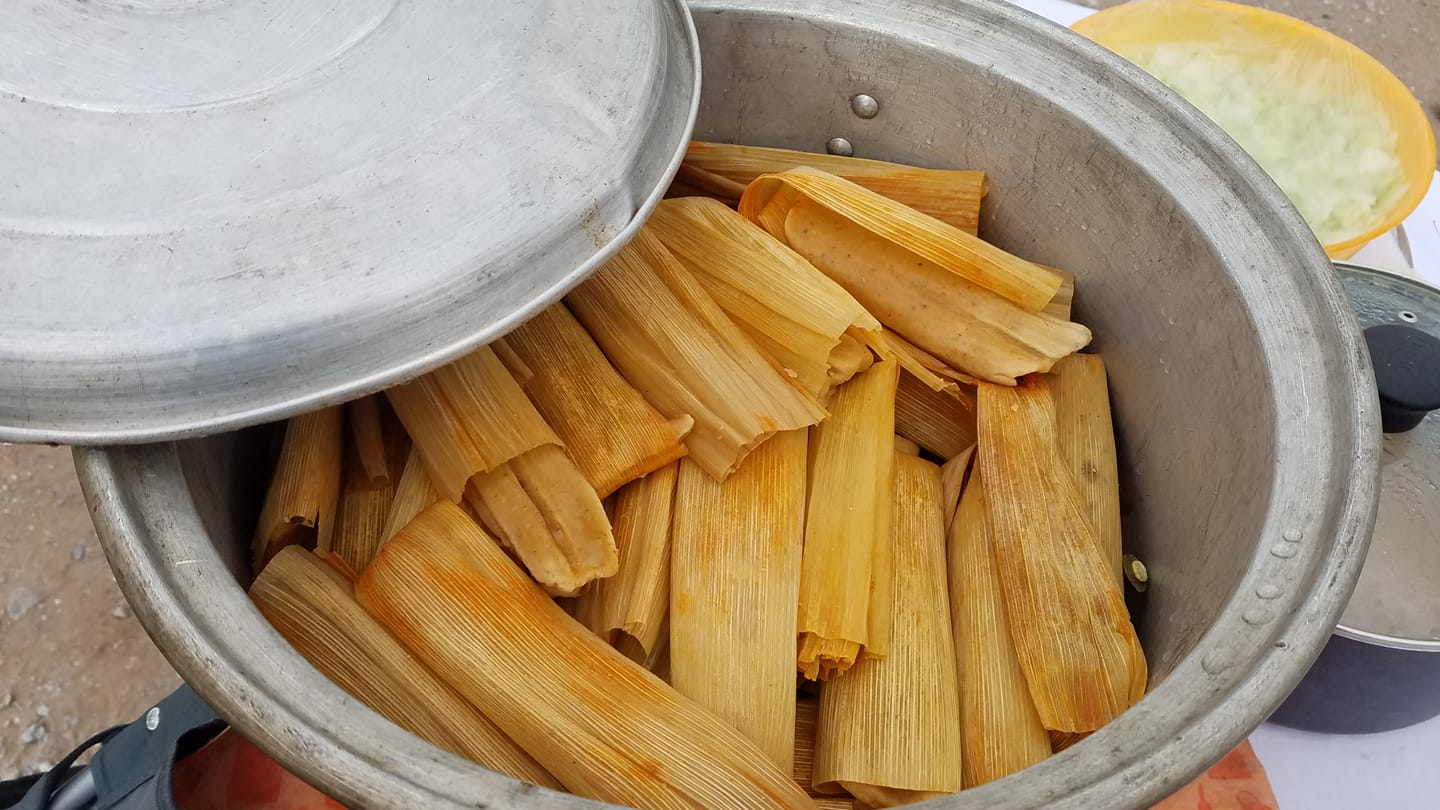
Tamales norteños o «de dedo»

- Discada o chatarra, mezcla de carnes asadas en un disco para arar, de ahí su nombre. Tradicionalmente incluye chorizo, tocino, filete de cerdo y aguayón de res, a veces carne molida, jamón y salchicha,[7] condimentados con chile poblano o jalapeño, cebolla, jitomate y a veces, pimientos y/o cilantro.[8] Se sirve con tortillas y frijoles, y suele ser motivo de reunión con los seres queridos.
- Enchiladas estilo coahuilense o norteño, rellenas de queso asadero y rajas también llamadas enchiladas de olla, porque se cuecen en una olla,[9] y la salsa roja elaborada con cebolla, ajo y chile ancho.[10]
- Gorditas, tienen gran tradición en el estado, tanto las de harina de maíz como las de trigo. En Matamoros y otras áreas de La Laguna es común encontrar gorditas de cocedor, también llamadas de horno, rellenas de chicharrón, frijoles, queso...[11]
- Tamal: al igual que en toda la República, en Coahuila se consumen ampliamente los tamales, sin embargo, suelen ser de menor tamaño. Este pequeño formato es conocido como «tamal de dedo». En cambio, tienen más relleno que masa.[12]
  - Norteños, rellenos de carne deshebrada, machaca o queso asadero, con un adobo de chiles rojos.[13]
  - De dulce, por ejemplo, de pera, membrillo y canela.[14]

## Postres y dulces

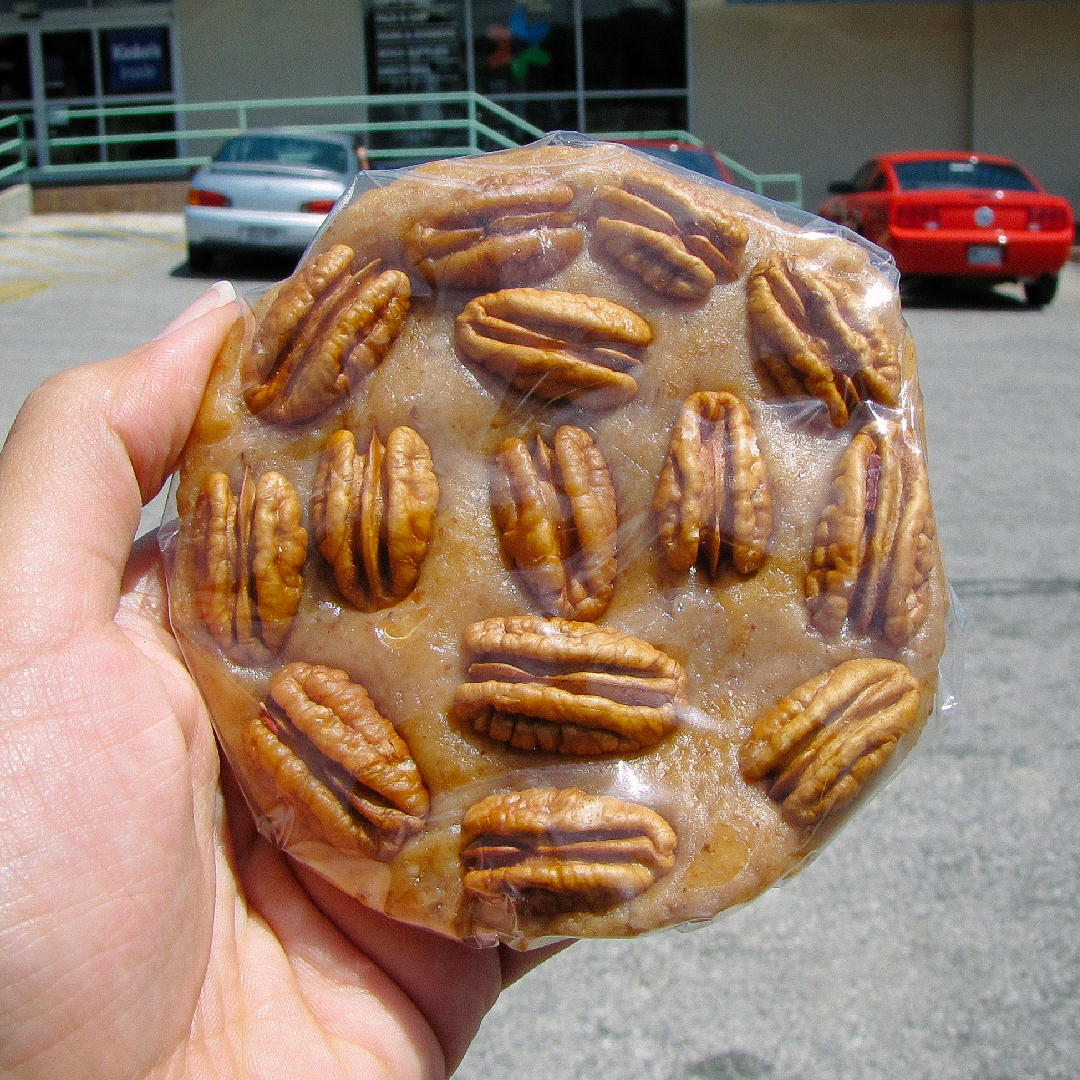
Leche quemada de Coahuila, decorada con nueces.

- Leche quemada, típico de Viesca y de toda la Comarca Lagunera, se suele confundir con el jamoncillo por el uso de nuez, o también con la cajeta,[15] una especie de dulce de leche. Básicamente consiste en hervir leche (mezclada de chiva y de vaca) con azúcar blanco y canela por 3-5 h. Una vez seco se decora con nuez y coco.[16]
- Pan de pulque, un tipo de pan dulce o salado que incluye pulque en su masa, proporcionándole su característico sabor intenso. Al parecer, tiene su origen en Tlaxcala, cuando en la época colonial se introdujo el pan, pero importar levadura desde el Viejo Mundo era muy costoso y se debía fermentar la masa con pulque tlachique.[17] Más tarde el pan de pulque se extendería por otros estados del centro de México y al sureste de Coahuila. También se lo conoce como «pan de burro» puesto que el pulque se trasladaba sobre dicho animal.[18]
- Semita chorreada, un plato nacido en el vecino estado de Nuevo León, una cemita dulce con piloncillo.[19]

## Bebidas

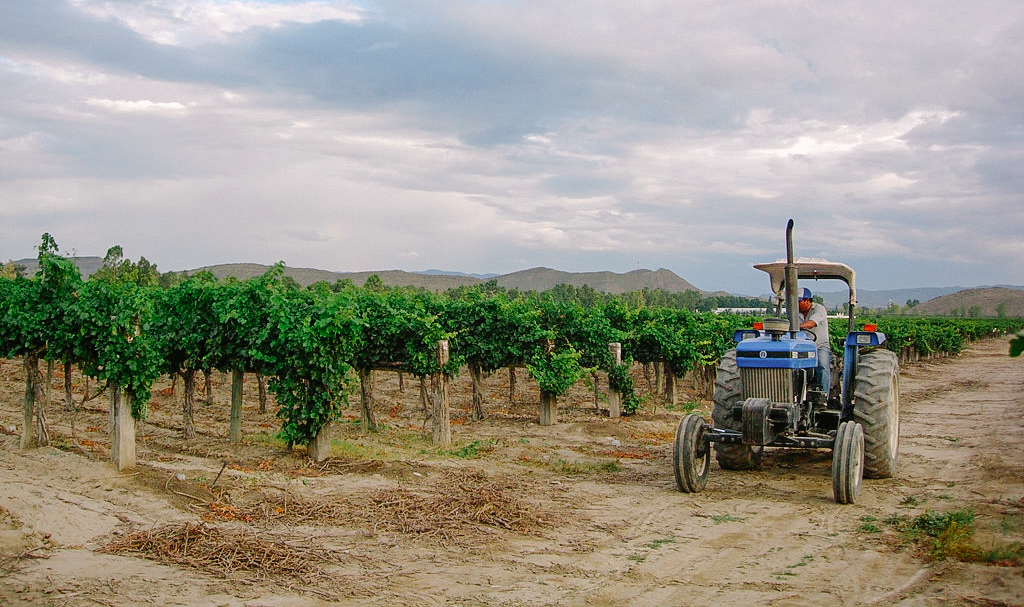
Viñedos de la Casa Madero, en Parras de la Fuente.

### Vino
Los viñedos coahuilenses son de los más antiguos de América; en 1594, un grupo de jesuitas estableció la misión de Santa María de las Parras trayendo las primeras uvas en suelo americano y produciendo los primeros vinos. La primera bodega en establecerse fue la todavía existente Casa Madero, cuya licencia fue otorgada por el rey español Felipe II en 1597. En julio de 2019 el Ayuntamiento de Saltillo presentó la Ruta Vinos y Dinos, una ruta turística que combina casas vinícolas y áreas de interés paleontológico. que comienza en Parras de la Fuente, ciudad vitivinícola por excelencia, y sigue, entre otros, por Cuatro Ciénagas y Arteaga, ambos pueblos mágicos. Se produce vino y brandy.

### Pulque
El pulque es una bebida alcohólica fermentada mexicana producida con aguamiel mezclada con frutas y verduras para darles un nuevo sabor. El pulque tiene, además, varios beneficios asociados: trata el insomnio por su contenido de melatonina. También contiene lactobacilos que ayudan a la digestión y problemas gastrointestinales como la gastritis. También combate la anemia.

## Ferias gastronómicas
Algunas ferias gastronómicas en Coahuila son:
- Feria de la Manzana, en Arteaga (del 12 al 15 de septiembre)
- Fiesta de la Vendimia, en Parras de la Fuente (del 3 al 20 de agosto)

## Lectura complementaria
- Karla Guadarrama (23 de diciembre de 2016). «Para tamales, los de Saltillo». Saltillo: Vanguardia.

- Datos: Q91338316